# Joseph Ignace Randrianasolo
Pour les articles homonymes, voir Randrianasolo.
Joseph Ignace Randrianasolo, né le 31 juillet 1947 et mort le 4 février 2010 est un évêque catholique de Mahajanga.

## Biographie
Ordonné prête le 20 décembre 1975, Randrianasolo complète un doctorat en droit canonique à l'université pontificale urbanienne de Rome en 1995. Nommé évêque auxiliaire de l'archidiocèse d'Antananarivo le 24 octobre 1996, il est ordonné évêque titulaire de Milevum (de) le 8 février 1998. Le 3 juin 1999, il est nommé au diocèse de Mahajanga et démissionne le 2 février 2010, deux jours avant son décès.